# Baker Street (bande dessinée)
Pour les articles homonymes, voir Baker Street (homonymie).
Baker Street est une série de bande dessinée française.
Cette série est une parodie des aventures de Sherlock Holmes et du Docteur Watson.

## Analyse
Les célèbres méthodes scientifiques de Holmes sont tournées en dérision par des situations absurdes et hilarantes. Les personnages sont tous caricaturés de manière importante : ainsi Holmes est beaucoup trop sûr de lui et imbu de sa personne, Watson un colérique beaucoup plus célèbre que Holmes ce qui gêne beaucoup ce dernier, l'inspecteur Lestrade un imbécile, madame Hudson une vieille alcoolique spécialiste de repas immangeables, le professeur Moriarty un monomaniaque obsédé par l'idée de se venger de Holmes (et réciproquement).
Au fil des albums entre deux bagarres entre Holmes et Watson et deux déductions erronées, les auteurs nous emmènent en Écosse, dans un club de casse-cous suicidaires puis en Inde vers une plantation de thé.

## Albums
- Tome 1 : Sherlock Holmes n'a peur de rien (1999)

Résumé : saviez-vous que Watson doit une grande partie de sa popularité à une méduse ? Que Holmes pratique parfois le cambriolage ? Et seriez-vous capable de trouver un rapport entre un diable en boîte, un haltère, un réveille-matin, un cactus et une masse d'armes ? Non ? Eh bien plongez-vous dans les carnets secrets du Dr Watson, miraculeusement exhumés par deux "froggies"...
- Tome 2 : Sherlock Holmes et le Club des sports dangereux (2001)

Résumé : sans nul doute, connaissez-vous le plus célèbre duo de détectives d'outre Manche, Sherlock Holmes et son fidèle Watson. Mais connaissez-vous leurs véritables enquêtes enfin révélées par un autre duo, comble de l'ironie, des mangeurs de grenouilles. D'aucuns y verront un crime de lèse-majesté, les plus nombreux applaudiront à ces aventures hautes en couleur, finement observées, souvent cocasses mais jamais vulgaires. Il était grand temps qu'on nous dise tout sur Sherlock Holmes.
- Tome 3 : Sherlock Holmes et les Hommes du Camellia (2002)

Résumé : un certain Clipton désire embaucher Holmes et Watson pour assurer sa protection lors d'un périlleux voyage. Il ne dispose en effet que de six semaines pour gagner Ceylan, où l'attend un héritage : les plantations de son oncle qui lui permettront de se lancer dans la production de thé. Mais la compagnie Teawings, leader du marché, est prête à tout pour l'empêcher de parvenir à destination, et le périple en compagnie de Lestrade et de Madame Hudson, s'annonce agité...
- Tome 4 : Sherlock Holmes et l'Ombre du M (2003)

Résumé : parvenu à Ceylan pour hériter des plantations de thé de son oncle, Clipton, accompagné de Holmes, Watson et Lestrade, prend connaissance des dernières dispositions testamentaires du riche planteur. Le retour en Angleterre doit se faire en six semaines et Clipton doit parvenir à se faire embaucher comme clown dans un cirque pour donner une représentation devant la Reine ! Le groupe va aussi devoir affronter le terrible Moriarty, engagé par la Teawings pour empêcher Clipton d'hériter...
- Tome 5 : Le cheval qui murmurait à l'oreille de Sherlock Holmes (2008)[2]

Résumé : rien ne va plus au 221B Baker Street... Les affaires viennent à manquer : pas l'ombre d'un assassinat, d'un rapt ou du moindre vol ! Holmes développe de véritables symptômes de manque. L'ennui lui est insupportable. Même son violon ne le calme pas. Le remède : lui trouver une enquête, à tout prix et au plus vite. Watson, désemparé, en vient même à implorer l'aide de... Lestrade !

## Source
1. ↑  Barral et Veys, le patrimoine retrouvé ..., interview des auteurs à la suite de la parution de Baker Street T.5, dBD no 26 septembre 2008, pages 72 à 74
2. ↑  D. Ollivier, « Baker Street (Veys/Barral) 5. Le Cheval qui murmurait à l'oreille de Sherlock Holmes », sur BD Gest, 17 octobre 2008.